# はた真弥
はた真弥（はた しんや、1955年10月15日 - ）は、鹿児島県を拠点に活躍する日本の司会者。同県揖宿郡喜入町（現在の鹿児島市喜入地区）出身。南日本放送の元MBCタレント。血液型はO型。ニックネームは「はたっち／マダム・ハタ」。

## 略歴
さつまお笑い劇場（現在は放送されていない）内の再現ドラマの寸劇で、ばってん荒川もどきの割烹着にまるまげの婆さんの扮装(マダム・ハタと称されることもある。)が名刺代わりの芸風で活躍し、その後ズバッと!鹿児島やどーんと鹿児島などの情報番組に出演。2010年1月まで長年MBCタレントとして活躍した。
現在は、主として鹿児島県内に置いてイベント等の司会を主に活動している。

## 過去の出演番組

### MBCテレビ
- ズバッと!鹿児島  土曜パーソナリティ
- mixx
- どーんと鹿児島

## 外部
- 鹿児島の飲食店「TESORO」ではた真弥を紹介